# Pakkenbrug
De Pakkenbrug (ook bekend als de Gerrit Cocksbrug en Molenbrug) was een ophaalbrug over de Nieuwehaven in het centrum van de Nederlandse stad Rotterdam. De brug is vernoemd naar kapitein Adriaen Cornelisz Pack, die rond 1589 aan de Nieuwehaven woonde, bij de plek waar later de brug zou worden gebouwd. De brug bestond al in 1593, is tweemaal vervangen, in 1867 en 1932, en was een van de weinige bruggen die het bombardement op 14 mei 1940 hadden doorstaan. De brug werd in 1956 gesloopt voor de volledige demping van de Nieuwehaven.

## Geschiedenis

### Eerste Pakkenbrug
De eerste Pakkenbrug werd in 1593 gebouwd. De naam werd aan de brug gegeven vanwege de kapitein Adriaen Cornelisz Pack die omtrent 1589 aan de Nieuwehaven woonde. De kroniekschrijver Jan Gerritsz van Waerschut schreef dat de brug in het jaar 1593 was gebouwd, en dat deze ook bekend stond onder twee andere namen - de Gerrit Cocksbrug en Molenbrug. De eerste naam refereert naar molenaar Gerrit Wiggertz Cock, de tweede naam naar zijn Oostmolen, die aan of nabij de latere Nieuwehaven stond en in 1584 is afgebroken voor de bouw van de Pakkenbrug. Verder is weinig duidelijk over de brug, behalve dat het een houten brug was, die tot medio 18e eeuw aan de Nieuwehaven heeft gestaan en tweemaal afgesloten is geweest voor herstelwerkzaamheden: in 1853 van 2 tot 8 november en in 1855 van 3 tot 29 september.

### Tweede Pakkenbrug
In de jaren zestig van de negentiende eeuw was de Pakkenbrug aan vervanging toe, waarschijnlijk omdat deze te oud en fragiel was geworden voor de steeds drukker wordende haven. Al in de raadszitting van de Rotterdamse gemeenteraad van donderdag 21 september 1865 werd voor het eerst een bedrag genoemd als voorstel voor de vernieuwing van de Pakkenbrug - 30.000 gulden. In de raadszitting van dinsdag 24 oktober 1865 werd het besluit genomen tot de vervanging van de originele Pakkenbrug met het eerder benoemde bedrag. Een jaar later werd in de raadszitting van 28 februari 1966 het definitieve besluit genomen om de huidige Pakkenbrug te slopen en een nieuwe dubbele basculebrug op dezelfde plaats te bouwen. Ook zouden de aangrenzende kademuren worden vervangen. Er kwamen vijftien aanvragen binnen, maar de opdracht werd uiteindelijk gegeven aan de aannemer Johan Göbel uit Schiedam vanwege de lage prijs die hij bood: 42.300 gulden. Het hoogste bod van 52.466 gulden kwam van J. Hoos en Zoonen uit Rotterdam. Voor de werkzaamheden werd op 17 september 1866 aangekondigd in lokale kranten zoals de Nieuwe Rotterdamsche Courant dat de Pakkenbrug zo'n zes weken voor al het land- en vaarverkeer afgesloten zou worden. Onduidelijk is wanneer precies is begonnen met de werkzaamheden: wellicht dat deze (bijna) direct na de stremming van het verkeer zijn begonnen. Tijdens het graafwerk zijn in mei 1866 oude funderingen gevonden van een toren, die mogelijk tot de buitenwerken voor de verdediging van Rotterdam behoorden. Andere mogelijkheden zijn dat het de restanten van de oude Oostmolen of een kruidhuis zijn geweest. Na een aantal maanden was de brug begin februari 1867 voltooid. Het originele plan was dat de nieuwe brug al op 4 januari gereed zou zijn, maar vanwege de hoge waterstand en ongunstig water liepen de werkzaamheden enige weken vertraging op. Op 14 februari bezocht het Rotterdamse College van burgemeester en wethouders en de commissie voor de plaatselijke werken de nieuwe Pakkenbrug om de veiligheid van de brug te testen door middel van vier proeven. Hierbij werden vier zware objecten over de brug gestuurd; een kar voortgetrokken door twee paarden met 4000 Nederlandse ponden bij de eerste en tweede proef, twee wagens met elk 2200 en 1800 Nederlandse ponden bij de derde proef en een rijtuig van onbekende origine en zwaarte bij de vierde proef. Nadat deze succesvol waren afgenomen, werd de nieuwe brug voor al het verkeer opengesteld.

### Derde Pakkenbrug
Begin jaren dertig van de twintigste eeuw begon de Pakkenbrug gebreken te vertonen, iets wat al door een oplettende lezer werd benoemd in 1926. Zowel het rijdek als de onderbouw verkeerden in slechte staat en waren instabiel geworden, en deze schade kon niet worden hersteld. Als gevolg hiervan werd het zwaarste verkeer al gestremd en mochten alleen fietsers, wandelaars en lichte wagens nog de brug over. De Rotterdamse gemeenteraad besloot uiteindelijk om deze brug af te breken en een nieuwe op dezelfde plaats te zetten. Op maandag 12 oktober 1931 werd het besluit genomen om de Pakkenbrug voor al het verkeer af te sluiten, waarna een begin werd gemaakt met de sloop van het rijdek. Na de verwijdering van het hout, werd het gedecoreerde ijzerwerk verkocht en kon de Rotterdamse Gemeentewerken beginnen met de afbraak en vervanging van de in slechte staat verkerende onderbouw. Ten slotte kon dan de hulpbrug, die toen nog bij het Bolwerk stond, worden overgeplaatst om de oude Pakkenbrug te vervangen. Tijdens de gemeenteraadsvergadering van donderdag 29 oktober 1931 werd goedgekeurd dat er geld kon worden vrijgemaakt voor de vervanging van de Pakkenbrug met de hulpbrug, die toen nog bij de Jan Kuitenbrug stond, ondanks protest van gemeenteraadslid Jan Verheul die de brug een "wangedrocht" noemde. Op vrijdag 29 januari 1932 werd de vaart bij de Nieuwehaven gestremd in verband met de plaatsing van de nieuwe brug over de haven. De Sumatra Post berichtte op 26 januari dat de hulpbrug na de ontmanteling nabij de Jan Kuitenbrug en gedurende het transport naar Kinderdijk, waar het pasklaar zou worden gemaakt, echter was gezonken in de Nieuwe Maas. Hierdoor liepen de werkzaamheden vertraging op omdat de hulpbrug eerst moest worden gelicht, nadat de sleep met de brug erop rond 18:00 bij de Feijenoordkade was gekapseisd door de deining die was veroorzaakt door voorbijvarende sleepboten. Na ongeveer vier maanden van werkzaamheden, was de nieuwe Pakkenbrug gereed in februari 1932. De brug ging op vrijdag 19 februari in de ochtend open voor al het verkeer.

### Tweede Wereldoorlog en sloop
Tijdens het bombardement op de binnenstad op 14 mei 1940 werd de bebouwing rondom de Nieuwehaven volledig verwoest, maar bleef de Pakkenbrug gespaard. De brug bleef gedurende de hele oorlog in gebruik en ook na het einde van de Tweede Wereldoorlog bleef de Pakkenbrug staan in een nu lege Nieuwehaven.
In de vroege jaren 50 besloot de Rotterdamse gemeenteraad om de Nieuwehaven, na vele jaren van discussies en uitstel, te gaan dempen. Hierdoor was de Pakkenbrug overbodig geworden, maar bleef desondanks nog een aantal jaren staan omdat het eerste gedeelte van de demping in 1952 tot aan de Pakkenbrug liep. Het definitieve einde kwam drie jaar later in 1955 toen besloten werd de Pakkenbrug te slopen om de weg vrij te maken voor de volledige demping van de Nieuwehaven in de nabije toekomst. De brug werd in 1956 volledig afgebouwd, maar enkele onderdelen van de brug werden hergebruikt bij de bouw van de Spaanse Brug (tevens een ophaalbrug) die over de Delfshavense Schie loopt, om geld te besparen. Deze brug is in 2008 vervangen voor een nieuw exemplaar. Tijdens de sloopwerkzaamheden werd zo'n 200 kilogram ijzer gestolen, iets wat was toegegeven door twee jongens afkomstig uit de stad.

## Vormgeving
Over de originele Pakkenbrug is weinig bekend, behalve dat het een brug was die was gemaakt van hout en dat het mogelijk een vaste brug was. De tweede brug die in 1866 werd aangelegd, was veel uitgebreider dan de eerste. De brug was een dubbele basculebrug met twee ijzeren kleppen die overdekt waren met houten rijvoering en trottoirs. De afmetingen waren vergelijkbaar met die van de Koningsbrug - 6.50 Nederlandse ellen breed (ongeveer 4.50 meter breed). De doorvaartwijdte was 10.20 el (ongeveer 7 meter wijd), de breedte van de landhoofden 11.50 el (ongeveer 8 meter breed) en de lengte van de hele brug 33 el (ongeveer 23 meter). Deze brug week af van eerder ontworpen bruggen in Rotterdam omdat het machinesysteem dat gebruikt werd voor de opening van de brug werkte met behulp van stalen assen in plaats van met ijzeren assen. Hierdoor was het openen van de brug makkelijker geworden omdat er slechts een man aan elke kant nodig was om de brug te openen. De onderdelen en het (gedecoreerde) ijzerwerk waren gemaakt in de fabriek van het bedrijf L.J. Enthoven & Co. uit Den Haag. De derde Pakkenbrug had wederom een andere uitstraling dan zijn voorganger. Deze brug was een ophaalbrug met overkoepelende kraanconstructie van ijzer doe de brug omhoog en omlaag kon duwen. De doorgang van de brug werd gedeeltelijk versperd door de metalen halfronde bogen aan een zijde van de brug.